# Lac Machisque
Le lac Machisque est un plan d'eau douce sur le cours de la rivière Mistassibi Nord-Est de la rive Nord-Ouest du fleuve Saint-Laurent, dans le territoire non organisé de Passes-Dangereuses, dans la municipalité régionale de comté (MRC) de Maria-Chapdelaine, dans la région administrative de la Saguenay–Lac-Saint-Jean, dans la province de Québec, au Canada.
La foresterie constitue la principale activité économique du secteur ; les activités récréotouristiques, en second,,.
La surface du lac Machisque est habituellement gelée de la mi-novembre à la mi-avril, toutefois la circulation sécuritaire sur la glace se fait généralement du début de décembre à la fin de mars.

## Géographie
Les principaux bassins versants voisins du lac Machisque sont :
- côté Nord : lac Rigolo, rivière Péribonka, lac Pontiac, lac Froget, lac Palairet, rivière Savane, lac Bussy ;
- côté Est : rivière Saint-Onge, rivière Péribonka, lac Péribonka, Petit lac Onistagane, lac Onistagane ;
- côté Sud : lac Piraube, lac Maupertuis, rivière du Sapin Croche, rivière Mistassibi Nord-Est, rivière Péribonka, lac Péribonka, rivière de l'Épinette Rouge ;
- côté Ouest : rivière Mistassibi, rivière Daniel, rivière Témiscamie, lac Albanel[1].

Le lac Machisque comporte une longueur de 16,9 km, une largeur de 2,3 km et une altitude de 535 m.
L'embouchure du lac Machisque est localisé sur la rive Est de la partie Sud du lac, soit à :
- 23,1 km à l'Est du cours de la rivière Mistassibi ;
- 25,2 km au Nord-Ouest de l’embouchure de la décharge du lac Piraube ;
- 32,4 km à l’Ouest du lac Onistagane ;
- 53,3 km au Sud-Ouest d'une baie de la rive Sud du lac Manouane ;
- 145,9 km au Nord de l’embouchure de la rivière Mistassibi Nord-Est ;
- 217,2 km au Nord de l'embouchure de la rivière Mistassibi (confluence avec la rivière Mistassini) ;
- 234,7 km au Nord de l'embouchure de la rivière Mistassini (confluence avec le lac Saint-Jean)[1],[4].

À partir de l’embouchure du lac Machisque, le courant descend sur 144,9 km vers le Sud le cours de la rivière Mistassibi Nord-Est ; sur 99,2 km vers le Sud le cours de la rivière Mistassibi ; sur 23,3 km vers le Sud le cours de la rivière Mistassini ; traverse le lac Saint-Jean vers l’Est sur 44,0 km ; puis emprunte sur 155 km le cours de la rivière Saguenay vers l’Est jusqu'à la hauteur de Tadoussac où il conflue avec le fleuve Saint-Laurent.

## Toponymie
Le toponyme « lac Machisque » a été officialisé le 5 décembre 1968 par la Commission de toponymie du Québec.